# Stepní stráně u Komořan
Stepní stráně u Komořan este o arie protejată (arie specială de conservare — SAC, sit de importanță comunitară — SCI) din Republica Cehă întinsă pe o suprafață de 12,51 ha, integral pe uscat.

## Localizare
Centrul sitului Stepní stráně u Komořan este situat la coordonatele 49°11′46″N 16°55′31″E / 49.196111°N 16.925278°E.

## Înființare
Situl Stepní stráně u Komořan a fost declarat sit de importanță comunitară în aprilie 2005 pentru a proteja 1 specie de plante. Situl a fost protejat și ca arie specială de conservare în iunie 2014.

## Biodiversitate
Situată în ecoregiunea continentală, aria protejată conține 1 habitat natural: Pajiști uscate seminaturale și facies de acoperire cu tufișuri pe substraturi calcaroase (Festuco-Brometalia) (* situri importante pentru orhidee).
La baza desemnării sitului se află o specie protejată de  plante: sisinei (Pulsatilla grandis).